# Edder Delgado
Edder Gerardo Delgado Zerón (* 20. November 1986 in San Manuel) ist ein honduranischer Fußballspieler.

## Karriere

### Klub
Er begann seine Karriere ab der Saison 2007/08 bei Real España und wechselte von dort zur Spielzeit 2019/20 zum CD Honduras Progreso. Von dort ging es ab Anfang 2021 weiter zum CD Real de Minas. Seite Juli 2021 spielt er für den CD Real Sociedad.

### Nationalmannschaft
Seinen ersten Einsatz für die honduranische Nationalmannschaft hatte er am 28. Juni 2009 bei einem 2:0-Freundschaftsspielsieg über Panama, wo er zur zweiten Halbzeit für Carlos Will Mejía eingewechselt wurde. Nach weiteren Freundschafts- als auch Qualifikationsspielen kam er dann im Viertel- und im Halbfinale des Gold Cup 2009 zum Einsatz. Bei der Weltmeisterschaft 2014 war er auch Teil des Kaders, kam hier aber nicht zum Einsatz. Sein letzter Einsatz im Nationaldress stammt vom 11. Februar 2015 aus einer 1:2-Freundschaftsspielniederlage gegen Venezuela.
Er war auch Teil der Mannschaft bei den Olympischen Spielen 2008 in Peking.